# Walter S. Jeffries
Walter Sooy Jeffries, född 16 oktober 1893 i Atlantic City i New Jersey, död 11 oktober 1954 i Margate City i New Jersey, var en amerikansk republikansk politiker. Han var ledamot av USA:s representanthus 1939–1941.
Jeffries utexaminerades 1909 från Atlantic City Business College. Han var borgmästare i Margate City 1931–1935.
Jeffries efterträdde 1939 Elmer H. Wene som kongressledamot och efterträddes 1941 av företrädaren Wene. Jeffries avled 1954 och gravsattes på begravningsplatsen Laurel Memorial Park i Atlantic County.